# Чирічкасинське сільське поселення
Чирічка́синське сільське поселення (рос. Чиричкасинское сельское поселение) — муніципальне утворення у складі Цівільського району Чувашії, Росія. Адміністративний центр — присілок Чирічкаси.

## Населення
Населення — 982 особи (2019, 1198 у 2010, 1324 у 2002).

## Склад
До складу поселення входять такі населені пункти:
| Населений пункт       | Населення, осіб (2002) | Населення, осіб (2010) |
| --------------------- | ---------------------- | ---------------------- |
| Анішкаси, присілок    | 129                    | 118                    |
| Анішхірі, присілок    | 66                     | 65                     |
| Нюрші, присілок       | 290                    | 280                    |
| Перші Тойсі, присілок | 141                    | 119                    |
| Тойсі, село           | 134                    | 127                    |
| Топнери, присілок     | 103                    | 85                     |
| Чирічкаси, присілок   | 337                    | 309                    |
| Шинери, село          | 124                    | 95                     |